# 後田真欧
後田 真欧（うしろだ まお、1988年3月18日 - ）は、日本の舞台俳優、声優。文学座所属。
身長185cm。体重73kg。福島県いわき市出身。桜美林大学卒。

## 出演作品

### 舞台
- MEMORIES テネシー・ウィリアムズ[1幕劇一挙上演]（2011年）
- エゲリア（2012年）
- あかいくらやみ〜天狗党幻譚（2013年）
- 「3.11企画」終わりと始まり（2014年）
- マリリン・モンロー・ノーリターン〜嗚呼、天女不帰還〜（2014年）
- リチャード二世（2014年）
- ロミオとジュリエット（2014年）
- ジュリアス・シーザー（2014年）
- 20000ページ（2015年）
- NINAGAWA・マクベス（2015年）
- 再びこの地を踏まず-異説・野口英世物語-（2015年）
- その鉄塔に男たちはいるという（2025年上演予定）[2]

### 映画
- MONSTERZ モンスターズ（2014年、ワーナー・ブラザース）
- ジョーカー・ゲーム（2015年、東宝）
- 図書館戦争-THE LAST MISSION-（2015年、東宝）

### テレビ
- 相棒 Season13 第10話（2015年、テレビ朝日） - 藤井貞雄 役
- NHKスペシャル きのこ雲の下で何が起きていたのか（2015年、NHK）

### ラジオ
- どこかで家族（2014年、NHK-FM放送）